# Стара Качеєвка
Стара Каче́євка (рос. Старая Качеевка, ерз. Ташто Качеевка) — село у складі Теньгушевського району Мордовії, Росія. Входить до складу Такушевського сільського поселення.
Населення — 304 особи (2010; 366 у 2002).
Національний склад (станом на 2002 рік):
- росіяни — 98 %

Стара назва — Старокачеєвка.